# Laje (Lajes do Pico)
A Laje é uma elevação portuguesa localizada no concelho das Lajes do Pico, arquipélago dos Açores.
Este acidente geológico tem o seu ponto mais elevado a 967 metros de altitude acima do nível do mar. Esta formação fica localizada entre as elevações do Cabeço do Padre Roque, Cabeço da Palhinha, e Cabeço do Padre Glória, nas imediações da Lagoa do Peixinho.